# 峨眉石杉
峨眉石杉（学名：Huperzia emeiensis）为石松科石杉属下的一个种。其种加词“emeiensis”意为“四川峨眉山的”。